# The Radicalism of the American Revolution
The Radicalism of the American Revolution (Le radicalisme de la révolution Américaine) est un livre écrit par l'historien Gordon S. Wood, et publié par Alfred A. Knopf en 1992. Dans le livre, Wood explore le caractère radical de la révolution américaine. 
L'ouvrage a reçu en 1993 le prix Pulitzer d'histoire,.